# Freightliner Cascadia
Le Freightliner Cascadia est un poids lourd produit par la marque américaine Freightliner depuis 2007.

## Cascadia I
La première génération du Cascadia a vu le jour en 2007 puis a été restylée en 2013.
Elle reprend certains éléments des poids lourds européens de la marque Mercedes-Benz Trucks, société mère de Freightliner.

## Cascadia II
En 2017, Freightliner dévoile une toute nouvelle génération de son poids lourd longue distance.
Il adopte une nouvelle cabine ainsi qu’une nouvelle présentation intérieure inspirée du Mercedes-Benz Actros MP4.
Il reçoit des moteurs diesel Detroit ainsi que des moteurs au gaz naturel.

### eCascadia
Pour la première fois, le Cascadia reçoit une version électrique. Dénommée eCascadia, ce camion électrique développe une puissance de 730 chevaux grâce à sa batterie de 550 kWH.
Il revendique une autonomie de 400 kilomètres.
Il vise à concurrencer le Tesla Semi.
En août 2019, les deux premiers eCascadias ont été livrés à des clients en Californie dans le cadre d'essais sur le terrain. Le constructeur a déclaré que les camions sont construits "pour tester l'intégration des camions électriques à batterie [dans] les opérations de flotte à grande échelle". L'un des clients, Penske, utilisera le camion "dans le trafic régional en Californie du Sud", tandis que l'autre, NFI, l'utilisera pour des opérations de dragage au port de Los Angeles et au port de Long Beach,.
Les carnets de commande ont été ouverts en 2021, et l'une des commandes portait sur 800 camions.

Après avoir testé un prototype sur plus de 1 million de miles (1,6 million de kilomètres), la production et la première officielle ont eu lieu en mai 2022.

## Galerie

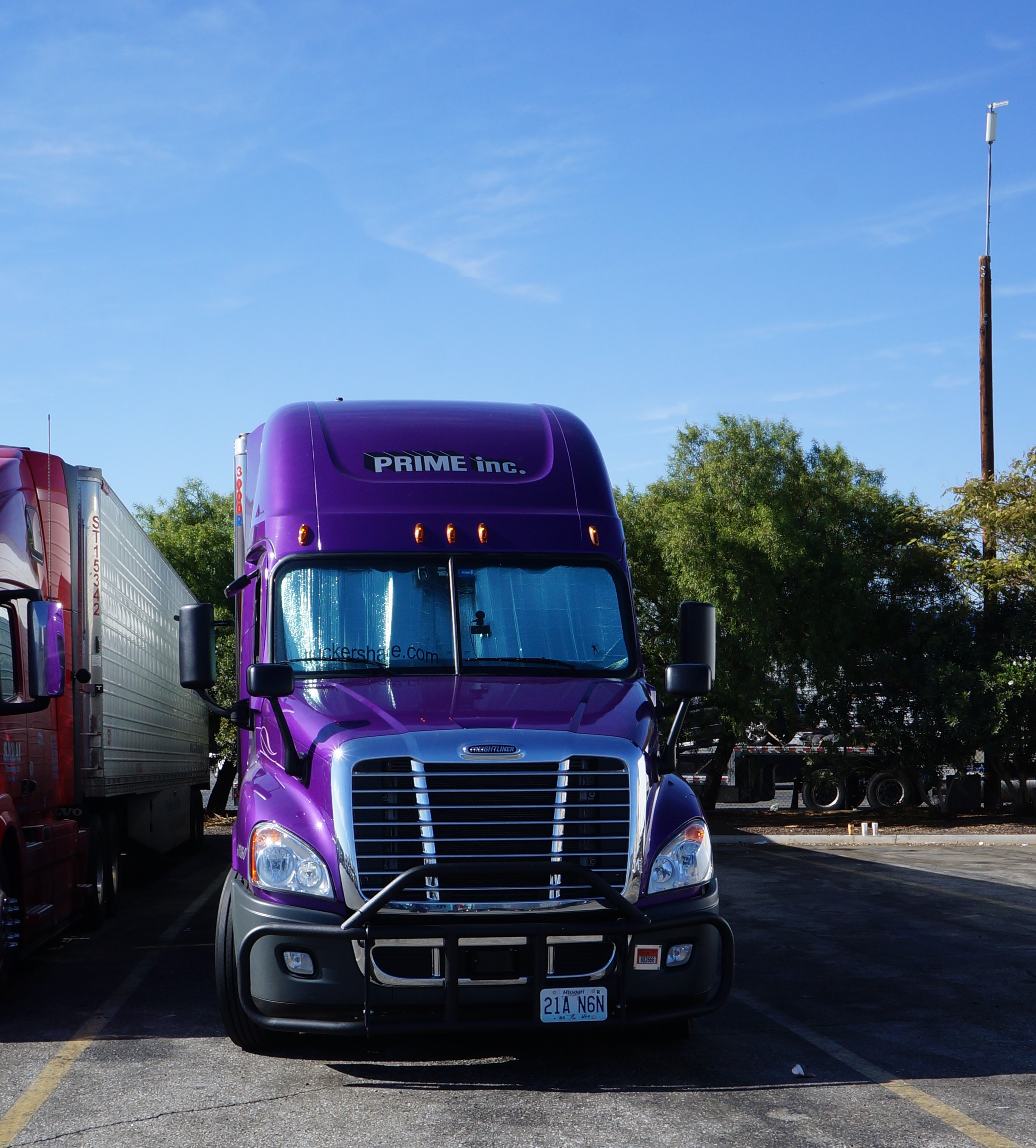
Cascadia de première génération de front.
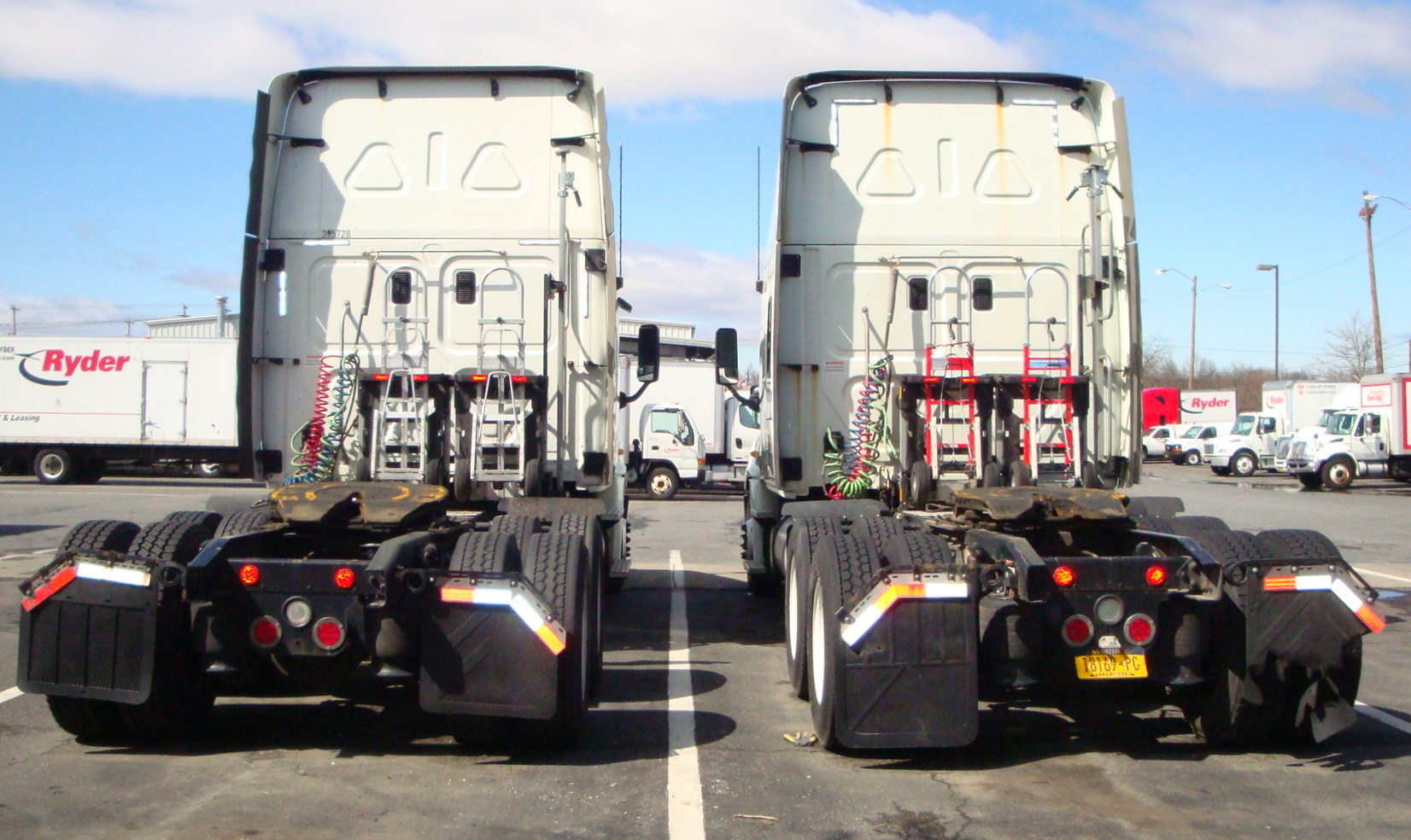
Deux Cascadia de première génération de derrière.
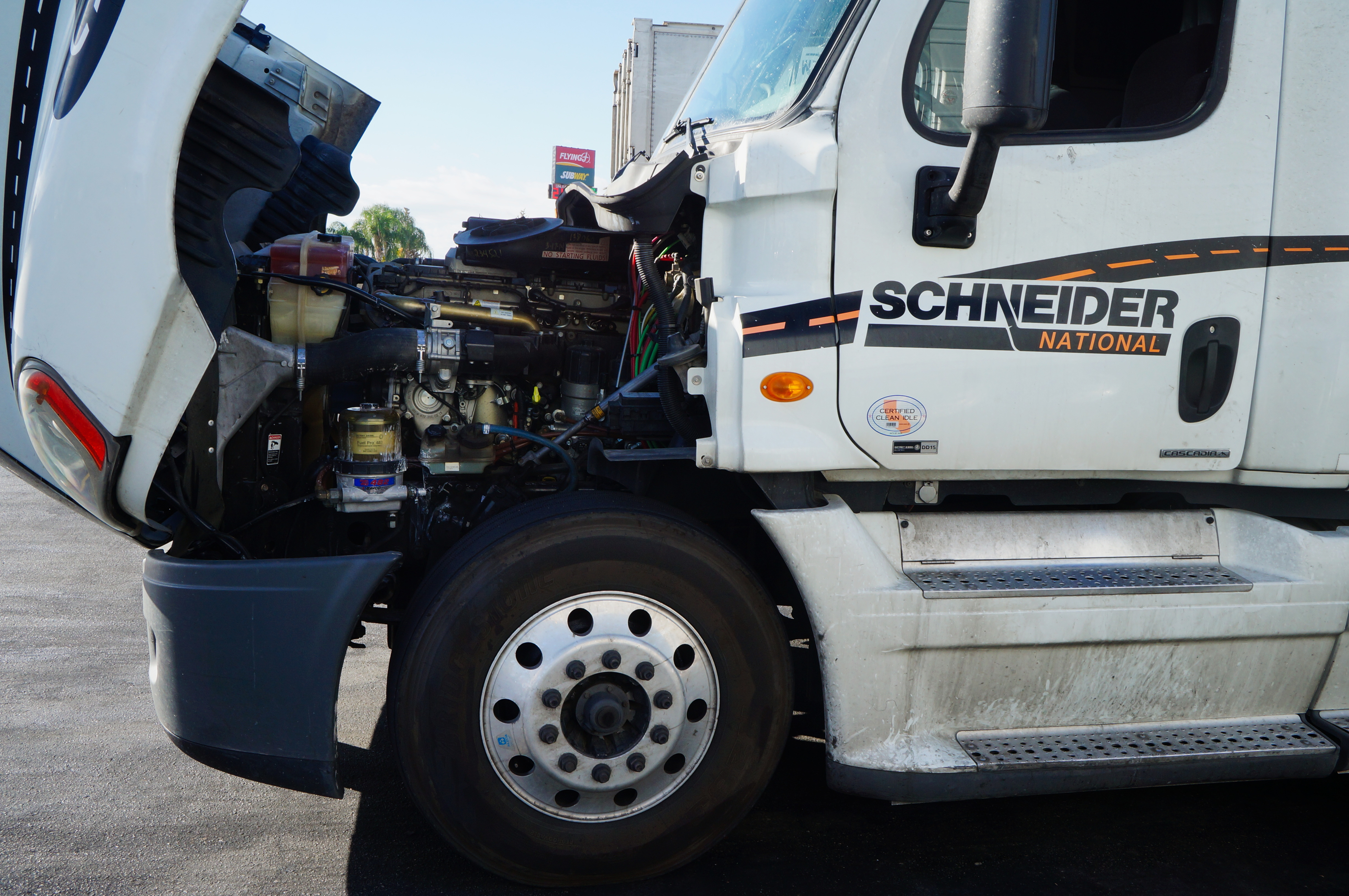
Un Cascadia de première génération avec le capot ouvert.